# Koppelingsconstante
De koppelingconstante, meestal aangeduid met g is in de natuurkunde een getal dat de sterkte van een interactie bepaalt. Meestal kunnen de Lagrangiaan of de Hamiltoniaan van een systeem worden gescheiden in een kinetisch gedeelte en een interactie gedeelte. De koppelingsconstante bepaalt de sterkte van het interactie gedeelte met betrekking tot het kinetisch gedeelte, of tussen twee sectoren van het interactieve gedeelte. De elektrische lading van een deeltje is bijvoorbeeld een koppelingsconstante.

## NMR-spectroscopie
In de NMR-spectroscopie is de koppelingsconstante de maat voor de interactie tussen verschillende magnetisch actieve atoomkernen. In de NMR-spectroscopie wordt doorgaans het symbool J gebruikt. De eenheid is in dat geval Hz.